# 인민권력국민회의
인민권력국민회의(스페인어: Asamblea Nacional del Poder Popular)는 쿠바의 단원제 입법부이다. 정원은 총 470석이다. 1976년에 설립되었다.

## 같이 보기
- 쿠바의 정치